# Relações entre Filipinas e Timor-Leste
A relações entre Filipinas e Timor-Leste referem-se às relações diplomáticas entre a República das Filipinas e a República Democrática de Timor-Leste. Ambas as nações mantêm relações amistosas. As Filipinas participaram ativamente nas forças de manutenção da paz das Nações Unidas instaladas em Timor-Leste durante o seu avanço rumo à independência. Quando várias nações reconheceram a soberania do país, as Filipinas iniciaram o estabelecimento de relações diplomáticas oficiais entre os dois governos com a criação da sua embaixada em Díli, e, posteriormente, Timor-Leste também estabeleceu a sua embaixada em Patig.
As Filipinas mantiveram fortes laços com o recém-independente país insular porque enviaram forças de manutenção da paz para o país e usou como meio de pacificação após a luta pela independência timorense frente à Indonésia. Ambas as nações foram conquistadas por nações ibéricas, principalmente por Espanha e Portugal, no século XVI. Numa entrevista ao embaixador das Filipinas em Portugal em 2019, Enrique A. Manalo, este referiu que as Filipinas sempre tiveram boas relações com Timor-Leste, chegando a existir laços especiais, como a religião, o colonizador ter sido ibérico, e que, à data, as relações bilaterais eram muito estreitas.

## Relações diplomáticas

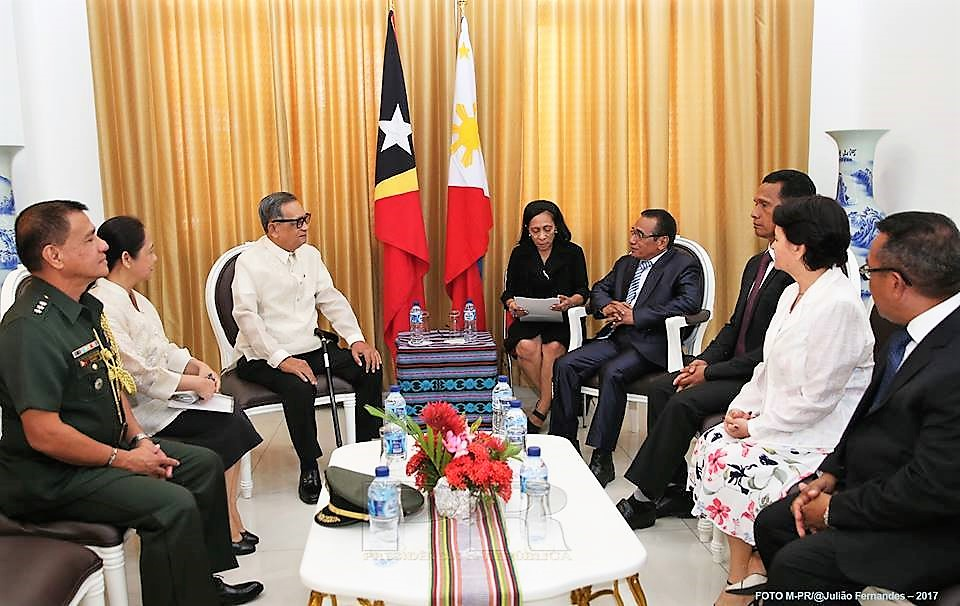
Embaixador das Filipinas Abdulmaid Kiram Muin e Presidente de Timor-Leste Francisco Guterres (2017)

Em 2008, Timor-Leste e as Filipinas assinaram três acordos para reforçar a cooperação no domínio marinho e das pescas, educação e formação do serviço estrangeiro. A então presidente das Filipinas, Gloria Macapagal Arroyo e o presidente de Timor-Leste, José Ramos-Horta, testemunharam a assinatura dos pactos durante a sua reunião bilateral. As Filipinas estão empenhadas em aumentar o comércio e o mercado externo com Timor-Leste e também têm procurado angariar e desenvolver intercâmbios culturais e educativos. Em 2010, o então ministro dos Negócios Estrangeiros timorense, José Luis Guterres, manteve conversações bilaterais com o seu homólogo Alberto del Rosário e reuniu-se com o Presidente Benigno Aquino III durante a sua estadia em Manila.
As Filipinas, um dos dois países predominantemente católicos da Ásia, é a voz mais forte na Associação das Nações do Sudeste Asiático para a candidatura de Timor-Leste a ser membro da organização.

## Ajuda militar
As Filipinas ofereceram ajuda ao exército de Timor-Leste para este melhorar a sua capacidade através da formação, com apoio das Forças Armadas das Filipinas. O porta-voz das forças armadas, coronel Arnulfo Marcelo Burgos, referiu:
"Uma vez que Timor-Leste é uma nação muito jovem, com uma força de defesa recém-organizada, as Forças Armadas das Filipinas ofereceram a sua ajuda para desenvolver a sua capacidade militar."